# Funivia del Piccolo Cervino

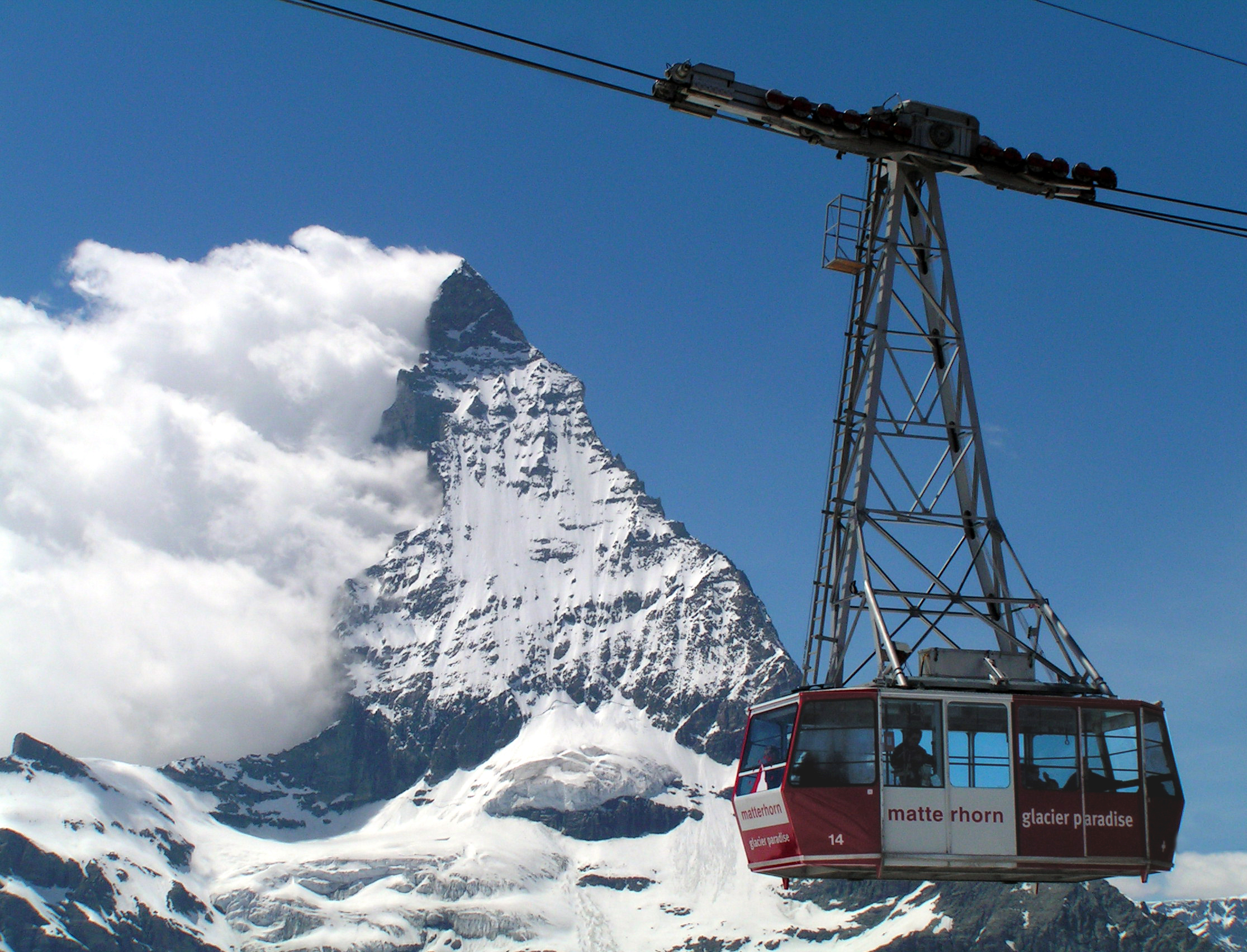
La funivia e, sullo sfondo, il Cervino.

La funivia del Piccolo Cervino è un sistema di due funivie che si trova a Zermatt, nel versante svizzero del comprensorio sciistico del Matterhorn Ski Paradise. È particolarmente nota perché è la più alta funivia d'Europa, con la stazione d'arrivo situata poco sotto la vetta del Piccolo Cervino, a quota 3883 m s.l.m.
La prima funivia a va e vieni fu costruita dalla ditta svizzera Von Roll e messa in funzione nel 1979. È stata affiancata a partire dal 2018 da un moderno impianto 3S della ditta Leitner (Matterhorn glacier ride I), incrementando la portata collettiva fino a 2000 persone all'ora e garantendo l'accesso al Piccolo Cervino tutto l'anno. Da quell'anno, l'impianto originale pur essendo ancora in funzione non è più accessibile al pubblico.

## Matterhorn Alpine Crossing
Il 1º luglio 2023 è stato inaugurato un ulteriore impianto funiviario 3S, identico al precedente, che parte dall'arrivo della Funivia del Plateau Rosa e raggiunge il Piccolo Cervino (Matterhorn glacier ride II). Il complesso funiviario permette l'accesso da Breuil-Cervinia in Italia a Zermatt in Svizzera durante tutto l'anno e anche per i non sciatori, in modo simile alla Funivia dei Ghiacciai che collega i versanti italiani e francese del Monte Bianco.